# Andrés González (football, 1984)
Pour les articles homonymes, voir Andrés González (homonymie) et González.
Andrés González, de son vrai nom Andrés Felipe González, est un footballeur colombien né le 8 janvier 1984 à Cali (Colombie).

## Biographie
Il participe à la Copa América 2004 et à la Gold Cup 2005 et compte onze sélections entre 2004 et 2009.

## Carrière
- 2002 - 2005 : América de Cali ( Colombie)
- 2006 : Colo Colo ( Chili)
- 2007 - 2011 : Santa Fe ( Colombie)
- 2011 - 2014 : Atlético Junior ( Colombie)
- 2014 - : FC Pune City ( Inde)[2]

## Palmarès
- Vainqueur de la Coupe de Colombie en 2009 avec Santa Fe
- Champion de Colombie en 2011 (Tournoi de clôture) avec l'Atlético Junior
- Champion du Chili en 2006 (Tournoi d'ouverture et Tournoi de clôture) avec Colo Colo